# Vloeigrens

Trek-rek kromme van een ductiel materiaal.
2: proportionaliteitsgrens,
3: elasticiteitsgrens,
4: 0,2%-rekgrens.

De vloeigrens fy is een materiaalconstante die het punt in een spanning-rekdiagram beschrijft waarop een ductiel materiaal "begint te vloeien", ofwel het punt waarop er plastische vervorming begint op te treden. Bij sommige materialen is de overgang van elastisch ({\displaystyle \sigma =E.\epsilon }) naar plastisch gebied (σ constant) in het spanning-rekdiagram goed definieerbaar. Andere materialen (bijvoorbeeld zacht staal) hebben een veel geleidelijker overgang zodat een consequente definitie van de vloeigrens moeilijk is. Meestal wordt dan gewerkt met de 0,2%-rekgrens of kortweg de rekgrens. Dit punt treedt op wanneer er, naast de elastische rek bepaald door de elasticiteitsmodulus, een supplementaire rek van 0,2% optreedt (zie afbeelding).
In de (werktuig)bouwkunde wordt de sterkte van een materiaal gekarakteriseerd door de rekgrens. Het materiaal keert namelijk altijd elastisch terug naar de begintoestand als het materiaal ontlast wordt. Aangezien de meeste materialen nog vloeien na het overschrijden van de vloeigrens bouwt men op die manier zekerheid in.
Wanneer een materiaal onderworpen wordt aan krachten in meerdere richtingen, dan kan een "vloeikromme" gedefinieerd worden die aangeeft voor welke combinaties van krachten het materiaal begint te vloeien. Zie onder andere criterium van Tresca en Von Mises-spanning.

## Waardetabel
Onderstaande tabel geeft een ruwe schets van de waarde van de vloeigrens. Deze waarde varieert al naargelang de warmtebehandeling of koudvervorming die het materiaal heeft ondergaan, maar is ook sterk afhankelijk van (in het geval van de metalen) de gebruikte legeringselementen.
| Materiaal                                | Vloeigrens (MPa) |
| ---------------------------------------- | ---------------- |
| gewoon staal                             | 260              |
| hogesterktestaal                         | 690              |
| roestvast staal (AISI 302, koud gewalst) | 520              |
| premium rail steel (R350HT)              | ≥ 1175           |
| titaniumlegering (6% Al, 4% V)           | 830              |
| aluminium                                | 7-11             |
| koper commercieel zuiver                 | 70               |
| spinrag                                  | 1150 (ongeveer)  |
| kevlar                                   | 3620             |
| nylon                                    | 45               |
| boriumstaal                              | 3100             |
| siliciumcarbide (SiC)                    | 3440             |
| saffier (Al2O3)                          | 1900             |

Het verband tussen de vloeigrens en de korrelgrootte volgt uit de Hall-Petchrelatie.
1. ↑  Heyder & Maedler, 2015, "The Influence of Wheel and Rail Material on the Wear of the Respective Contact Partner", Proceedings of CM2015 - 10th International Conference on Contact Mechanics and Wear of Rail/Wheel Systems.
2. ↑  Polmear, Ian J. (1999). Light alloys: metallurgy of the light metals. Arnold, London. ISBN 978-0-340-63207-9.